# Grado de asociado
El grado de asociado o Associate degree es un título de educación superior concedido después de la terminación satisfactoria de un programa a tiempo completo de dos años o de su equivalente por horas. Es concedido por una universidad. También se le llama grado de técnico. Se engloba dentro de los grados académicos llamados de pregrado.
Algunos ejemplos de grados de asociado son:
- Asociado de las artes (AA), genérico de programas de letras.
- Asociado de la ciencia (AS), genérico de programas de ciencias.
- Asociado en ciencias aplicadas (AAS), concedido al terminar un programa técnico o vocacional.

## Argentina
Es otorgado a los graduados de programas tecnológicos, tales como MMO (Maestro Mayor de Obras), u otros programas de tecnología y profesorados a nivel terciario con capacidad de educar a nivel nacional en entidades públicas y privadas.

## Colombia
En Colombia existe el título de técnico profesional que se otorga después de 2 años de estudio en instituciones de educación técnica o tecnológica (la más importante de ellas, el SENA), y en algunas instituciones de educación superior, pero el grado de asociado equivale al título de tecnólogo, que se otorga luego de 3 años de formación.

## Cuba
En Cuba el título de grado asociado que corresponde a un nivel técnico puede demorar de 3 a 4 años para su culminación.

## México
El grado de asociado en México es equivalente al de Técnico Superior Universitario (TSU) o Profesional Asociado (PA).

## Venezuela
El grado de asociado en Venezuela es equivalente al de Técnico Superior Universitario (TSU).